# Henry Diltz
Henry Stanford Diltz, né à Kansas City, dans le Missouri, aux États-Unis, le 6 septembre 1938, est, à la base, un musicien de folk, jouant de la clarinette et du banjo devenu photographe dans les années 1960. Il vit actuellement en Californie.

## Biographie

### La musique
Avec Chip Douglas, Cyrus Faryar et Stan White (remplacé par Jerry Yester à cause d'une maladie), il fonde Modern Folk Quartet. À l'époque, le groupe ne sort que deux albums. Il fait de nombreuses tournées d'universités et collèges américains mais n'enregistre que très peu. Le groupe se reforme épisodiquement, le temps d'un album ou d'une tournée, au Japon la plupart du temps, où il a encore un vaste auditoire. Vers 1985 ils s'adjoint Jim Yester, le frère de Jerry, et modifie le nom du groupe en Modern Folk Quintet. Dans les intervalles, Cyrus, Jerry, Chip et Jim font quelques albums en solo.

#### Discographie[3]
- Modern Folk Quartet en 1963, suivi d'une apparition dans le film de Norman Taurog, Palm Springs Weekend, où ils tiennent leurs propres rôles en y jouant deux de leurs morceaux.
- Changes, en 1964, produit en partie par Phil Spector qui coécrit un des titres ;
- Moonlight Serenade, 1985 ;
- Live In Japan, 1989 ;
- Bamboo Saloon, 1990 ;
- MFQ Christmas, 1990 ;
- Wolfgang, 1991 ;
- Highway 70, 1995 ;
- 1978, Live at the Ice House, 2005 ;
- MFQ Live Archive Series, '75-'78.

### La photo
À la première fin du Modern Folk Quartet (ce groupe connaît plusieurs reformations), en 1966, Diltz commence à s'intéresser à la photo, avec un appareil à 20 $. Alors qu'il rencontre The Monkees, en train d'enregistrer un album en studio, il prend plusieurs photos d'eux, dont certaines sont publiées. Son travail se fait connaître et des groupes en mal de publicité et de couverture photographique le contactent. Il est un des photographes officiels de Woodstock 1969 et de festivals à Monterey 1976 et à Miami.
En 1971, le compositeur Jimmy Webb et lui sont presque tués dans un accident d'avion. Webb pilote pendant que Diltz filme, assis sur le siège arrière. Ils sont tous deux très gravement blessés. Le film, lui, n'a pas survécu.
Il ne fait pas moins de 200 pochettes d'albums pour de nombreux artistes,, parmi lesquels : Buffalo Springfield (Buffalo Springfield), The Lovin’ Spoonful, James Taylor (Sweet Baby James), Eagles (Desperado).
Sa plus célèbre couverture d'album est celle du 33 tours de The Doors, Morrison Hotel. Ces photos sont faites fortuitement alors qu'ils se promènent à Los Angeles. Le recto présente le groupe derrière la vitre d'un hôtel, le Morrison Hotel, au 1246 South Hope Street. Diltz demande au gérant s'il peuvent faire une photo mais il le leur refuse. Diltz, remarquant qu'il n'y a plus personne à la réception, dit à Jim d'aller se mettre en vitrine : « Et c'est alors que j'ai vu que la lumière de l'ascenseur était allumée et j'ai dit : « Vite, les gars allez vous mettre là !! ». J'ai shooté une pellicule et personne ne nous a vus ». La mythique photo est faite. Quelques rues plus loin, au 300 East 5th Street, Jim remarque un bar dont le nom l'inspire pour y boire une bière. La devanture fait le verso de l'album. Environ un an plus tard, le patron du café reçoit un appel d'un anglais lui demandant l'autorisation d'utiliser le nom du bar car il veut créer une chaîne appelée Hard Rock Cafe.
De 1966 à nos jours, presque tous les groupes et musiciens passent devant son objectif, : Jackson Browne, Eric Clapton, David Crosby, Martha Davis, Bob Dylan, Cass Elliot, George Harrison, Jimi Hendrix, Joni Mitchell, Graham Nash, Keith Richards, Stephen Stills, Tom Waits, Neil Young…
De grands magazines font leur couverture avec ses photos, comme Billboard, Newsweek, People, Rolling Stone, The Los Angeles Times...

### Galeries d'art
Diltz est le cofondateur, avec Peter Blachley et Rich Horowitz, des galeries Morrison Hotel à SoHo et à Bowery (quartiers de New York) et à La Jolla (quartier de San Diego, Californie). Ces galeries sont spécialisées dans l'exposition de photo d'"art rock'n roll". Il y expose aussi son propre travail.
Diltz est toujours actif, notamment pour le Henry Rollins Show. Il fait partie des 43 photographes invités à faire don d'une de leurs épreuves pour la vente aux enchères "FOCUS" organisée par la fondation new-yorkaise City Harvest, une banque alimentaire, en 2008.